# HK-47
HK-47 (озвучен Кристофером Табори) — персонаж вселенной Звёздных Войн, робот-убийца, впервые появившийся в компьютерных играх Star Wars: Knights of the Old Republic и Star Wars: Knights of the Old Republic II: The Sith Lords. Также появляется в Trials of Obi-Wan — аддоне к MMORPG Star Wars Galaxies, фигурирует в настольной игре Star Wars Miniatures. Сочетал в себе функционал протокольного дроида и дроида-убийцы. Был создан за четыре тысячи лет до битвы при Явине. Был вооружён мощным разрушительным арсеналом. Презирал органическую жизнь, называя органические существа "мешками с мясом".

## Появления персонажа
В «Knights of the Old Republic», персонаж игрока приобретает HK-47 у торговца дроидами на планете Татуин. Одной из особенностей дроида является его привычка называть все органические существа «мешками мяса» (англ. meatbags). В начале The Sith Lords HK-47 находится в кладовке на борту звездолёта «Чёрный Ястреб» (англ. Ebon Hawk, также известен перевод «Эбеновый Ястреб») в отключённом состоянии. Вместо него игрок встречается с целой серией более эффективных дроидов-убийц модели HK-50, созданных на базе HK-47. Чтобы отремонтировать дроида, игроку необходимо использовать запчасти, добытые из тел уничтоженных HK-50, вместо повреждённых деталей HK-47. Разговоры с HK-47 в «KotOR» раскрывают, что дроид раньше принадлежал Ревану. Создан дроид был также Реваном после битвы за Малакор V с целью уничтожения неугодных ему личностей. HK-47 был похож на других дроидов-убийц, выпускаемых корпорацией Цзерка, и не исключено, что Реван просто его улучшил.
Кроме привычки HK-47 оскорблять органические существа, у него (как и у дроидов серии HK-50, HK-24) также существует манера перед каждым предложением или вопросом говорить фразы, указывающие на его эмоциональную окраску (например «Утверждение», «Угроза», «Смущённый вопрос», и так далее). Скорее всего, это является частью базового программирования дроидов, поскольку они и без этих обобщений хорошо передают эмоциональную окраску своих слов тоном голоса.
В аддоне к Star Wars: Galaxies, Trials of Obi-Wan, приблизительно через 4000 лет после событий «KotOR», искусственный интеллект HK-47 был помещён в бортовой компьютер крейсера Галактической Республики, который позже потерпел крушение на Мустафаре. ИИ дроида даёт игрокам несколько квестов, чтобы вернуть себе тело дроида.
HK-47 — праотец новой армии дроидов-убийц, многочисленной, однако весьма уступающей в технических характеристиках оригиналу.

## Название
Название дроида происходит от названия бильярдной команды главного писателя игры Дрю Карпишина, которая, в свою очередь, позаимствовала часть названия у автомата АК-47.
Другой разработчик BioWare опубликовал на форуме компании, что HK-47 назван в честь дропшиппа в Shattered Steel.

## Награды и критика
В 2004 году на церемонии награждения Game Developers Choice Awards, проходящей в рамках конференции Game Developers Conference, HK-47 одержал победу в номинации «Оригинальный игровой персонаж года» (англ. Original Game Character of the Year). В 2003 году персонаж HK-47 получил награду игрового издания Computer Gaming World в номинации «NPC года». GameSpot назвал персонажа одним из самых крутых персонажей 2003 года, заявив, что он, возможно, был самым оригинальным персонажем Звёздных войн за последние годы. GamesRadar посчитал HK-47 третьим лучшим созданным персонажем в видеоиграх, назвав его «бешеным безумцем» и сказав, что он «так же выделяется в серии [Рыцари Старой Республики]». Этот же сайт также назвал его одним из 25 лучших новых персонажей десятилетия, когда заявил, что «Звёздные войны: Рыцари Старой Республики» были одними из лучших произведений в истории «Звёздных войн», и добавил, что HK-47 стал одним из самых запоминающихся персонажей в истории компьютерных игр. IGN поставил персонажа на 13-е место в списке главных персонажей Звёздных войн. Роберт Воркман из GameDaily назвал HK-47 одним из своих любимых персонажей видеоигр Star Wars. А Крис Баффа из того же издания также назвал дроида-убийцу одним из 25 лучших роботов из видеоигр, высоко оценивая его юмор и ценность в игре. UGO Networks перечислили персонажа как одного из пятидесяти лучших персонажей в расширенной вселенной Звёздных войн, отметив, что его саркастическая индивидуальность сделала его уникальным среди дроидов.
Журнал Empire поставил HK-47 на 43 место в списке 50 величайших персонажей компьютерных игр, назвав его «блестяще извращённым». Дакота Грабовски из GameZone назвала HK-47 вторым из лучших спутников героя, созданных BioWare, отметив, что ему принадлежат одни из лучших фраз в игре Knights of the Old Republic.
Кимберли Уоллес из Game Informer посчитала его одним из лучших персонажей BioWare, заявив, что «хотя в играх BioWare всегда были комические герои, ни один из них не приблизился к простой мудрости и подлости HK-47». Мэтт Миллер из того же журнала назвал HK-47 вторым главным ИИ-персонажем десятилетия, комментируя, что если игрок выбрал лёгкую сторону, то «он — идеальный противник ваших героических действий». В 2010 году Game Informer поставил HK-47 на 15-е место в списке «30 лучших персонажей, которые определили десятилетие», назвав его лучшим персонажем в Knights of the Old Republic. Журнал отметил, что его личность и юмор «[держали] зеркало двойной истории Ревана с обеими сторонами Силы», сказав, что он выдвинул на первый план всеобъемлющую тему «Звёздных войн», в которой все имеют как добро, так и зло. Читатели Game Informer также проголосовали за HK-47 в списке героев десятилетия, благодаря чему дроид получил 18 место. Майк Шарки из GameSpy назвал заметным упущением отсутствие HK-47 среди 50 лучших персонажей видеоигр в Книге рекордов Гиннесса 2011 года.